# Calling (B'z單曲)
《Calling》，是日本樂團B'z的第22張單曲和代表作之一。1997年7月9日發行。

## 簡介
- 電視台於1997年7月11日放送的MUSIC STATION第一次披露，同年12月的MUSIC STATION與SURVIVE一起披露。

- 最終銷量為100萬零20張，為日本最暢銷單曲第246名，是Oricon公信榜所有百萬單曲裡最接近百萬整數的一張。

- 因搭配日劇千面女郎主題曲，讓B'z在台灣開始廣為人知，也使得Calling一曲成為台灣歌迷認為最能代表B'z的一首歌。

- 此張單曲被台灣非官方歌迷會票選最喜愛單曲第一名

## 製作人員
- 松本孝弘：吉他、全曲作曲、編曲
- 稻葉浩志：主唱、全曲編曲、作詞
- 青山純：鼓（#1）
- 山木秀夫：鼓（#1）
- Denny Fongheiser：鼓（#2）
- 明石昌夫：貝斯
- 德永曉人：貝斯（#1）、編曲（#1）
- 小野塚晃：鋼琴（#1）
- 增田隆宣：電子琴（#2）
- 池田大介：編曲（#1）
- 篠崎Strings：弦樂器（#1）

## 收錄曲目
- 1.Calling(5:56)
- 2.Gimme your love (Live at Tokyo Dome)(6:05)

## 主題曲
朝日電視台連續劇《玻璃假面》主題曲